# Andreas Schouw
Andreas Schouw (21. juli 1791 i København – 12. september 1829 på Grønnehave ved Nykøbing Sjælland) var en dansk maler, bror til Joachim Frederik Schouw.
Han var søn af vinhandler Paul Schouw og Sara Georgia Liebenberg.  Andreas Schouw virkede som portrætmaler i København. 1812 kopierede han malerier af Bartolomeo Schedoni, Gerard van Honthorst og Giovanni Battista Salvi da Sassoferrato.
Han var ugift og er begravet i Nykøbing Sjælland.